# (17020) Hopemeraengus
(17020) Hopemeraengus (1999 DH4) – planetoida z pasa głównego asteroid okrążająca Słońce w ciągu 4,58 lat w średniej odległości 2,76 j.a. Odkryta 24 lutego 1999 roku.